# Orà
Orà (àrab: وهران, Wahrān, ‘dels dos lleons’; francès: Oran) és una ciutat del nord-oest d'Algèria, situada a la costa de la mar Mediterrània. Té una població que s'acosta als 700.000 habitants, la qual cosa la converteix en la segona ciutat del país. És alhora la capital de la wilaya (província) d'Orà.

## Història
Hi ha activitat prehistòrica a la zona comprovada per excavacions arqueològiques fetes als segles XIX i XX. Destaquen els artefactes d'homínids a Tighennif, prop de Mascara, que remunten a 400.000 anys, i l'ocupació de les grutes del Quarter, de Kouchet El Djir, i les carreres d'Eckmühl, que es remunten al paleolític i neolític. Uns 21.000 anys enrere, va sorgir el grup dels iberomauritans; a uns 120 km al sud-oest d'Orà, a la regió d'Oujda, la gruta de Taforalt conté el jaciment més important d'aquesta època. Aquesta civilització es va estendre sobre el Magrib abans de barrejar-se progressivament vers la meitat del IX mil·lenni aC amb les poblacions capsianes, per formar els ancestres dels amazics i tuaregs.
A la zona, es van instal·lar colònies fenícies de les quals es conserva una immensa necròpolis dita dels andalusos, del període púnic entre els segles VI i I aC. Els fenicis van instal·lar una factoria a Madagh, a l'oest d'Orà; els romans van desenvolupar el lloc de Portus Magnus a 40 km a l'est, a la vila moderna de Bethioua. Probablement, el port de Mers el-Kebir era el conegut com a Portus Divini. La regió d'Orà era anomenada Unica Colonia i era reputada per la dolçor de la vida diària i la prosperitat; nombroses estàtues antigues trobades a l'Oranès es conserven al museu d'Ahmed Zabana. Al segle ii, la regió va veure una immigració jueva des de la Cirenaica i Egipte, igual que la resta del Magrib. La presència romana va comportar l'arribada de cristians al segle iv, com testimonien diverses restes, algunes de les quals conservades al Museu d'Orà. Aquesta emigració va induir l'arribada tardana dels primers jueus al Baix Imperi, primer a les viles de la costa. A la caiguda de l'imperi, la vila es va despoblar sota els cops de l'ocupació dels vàndals el 445, de la conquesta pels romans d'Orient el 533, de la pesta del temps de Justinià I a partir del 541 i, finalment, de la conquesta àrab el 645.
Orà fou fundada per comerciants àrabs procedents d'al-Àndalus a l'inici del segle x (903), no gaire lluny de la badia de Marsa al-Kabir, probablement Portus Divini. En aquell moment, l'imamat kharigita de Tahert (dinastia rustàmida) estava en la fase final i es va enfonsar poc després. Així, Orà es va trobar al centre del conflicte entre fatimites, els nous senyors (i els seus delegats zírides), i omeies de Còrdova (a l'oest, amb els Banu Ifran i els Maghrawa). El 910 i el 954, la ciutat fou destruïda, però sempre fou reconstruïda.
El 1081, va caure en mans de Yússuf ibn Taixfín, el cap almoràvit; aquests la van retenir fins al 1145. Com altres viles costaneres, va haver de patir el desviament del comerç i de la ruta de l'or cap a Marràqueix i segurament els atacs normands, que se sap que van atacar Bugia, la capital hammàdida. El 1145, va passar als almohades fins que va quedar dins dels dominis dels seus vassalls, els zayyànides o abdalwadites de Tlemcen, que sota Yaghmuràssan van ser reconeguts com a senyors del Magrib central (1235). Orà fou centre de comerç amb al-Àndalus mercès al seu propi port i al de Marsa al-Kabir, molt proper. Va esdevenir, llavors, junt amb Hunayn, el principal lloc marítim del Magrib central unificat pel govern de Tlemcen, entre el Muluya i el sud de la Kabília.
Des del segle x, Ibn Hàwqal descriu un port molt actiu que exportava blat. Al segle xi, al-Bakrí assenyala que el port estava dotat d'una gran rada a l'abric dels vents. Al-Mukaddasi, al final del segle x, i al-Idrisi al segle xii, es mostren sorpresos pel tràfic intens del port. L'almohade Abd-al-Mumin va fer construir una flota a Marsa al-Kabir. A l'inici del segle xv, Lleó l'Africà escriu que el port de Mars al-Kabir no tenia parangó en tot el món. La ciutat, al costat del port, és descrita com a activa, disposant de fàbriques i basars; al-Idrisi diu que estava rodejada de jardins (horts) i de molins d'aigua. Lleó l'Africà avalua la població en sis mil focs (30.000 habitants), una part jueus principalment arribats després de 1391, quan van començar les persecucions sagnants dels castellans; la ciutat es va estendre cap a barris exteriors a Kaguenta, més enllà del riu Ras al-Ayn. Virtual ciutat independent, tot i dependre de Tlemcen, practicava com d'altres el cors per compensar la baixada de l'activitat comercial.
A finals del segle xiii, la ciutat va rebre un gran nombre de jueus mallorquins després de la presa de l'illa de Mallorca pels reis de la corona d'Aragó, els quals van contribuir a la prosperitat de la població, convertida en el port de Tlemcen. A la meitat del segle xiv (1347), va caure per un temps en mans dels marínides. El 1437, fou vassalla dels hàfsides. Després de l'obertura de les rutes comercials portugueses a l'Oceà Atlàntic (que feien innecessària la travessia del desert del Sàhara) i la caiguda del Regne de Granada, a la península Ibèrica, Orà va començar a declinar, i es convertí en cau de corsaris.
El juliol del 1501 fou atacada pels portuguesos. El 1505, els castellans manats per Pere Navarro van conquerir Marsa al-Kabir i tot seguit Orà (17 de maig del 1509). Es van produir, com era habitual en les conquestes castellanes, certes massacres i deportacions ordenades pel cardenal Ximenes (Cardenal Cisneros) o Gonzalo Jiménez de Cisneros (uns 4.000 morts). La població va caure a 3.500 habitants, la meitat dels quals militars; el tancament de la ciutat als musulmans encara va reduir més la població; els jueus es van haver de convertir al cristianisme per força, o foren expulsats. Prop d'Orà, els castellans van derrotar el corsari otomà Arudj, que s'havia apoderat d'Alger. A Tlemcen, els castellans havien instal·lat un rei vassall el 1509, i el 1517 els otomans van enderrocar l'emir i van posar al tron Abu-Hammu III (1517-1527). Khayr al-Din Barba-rossa, germà d'Arudj, va aconseguir establir un estat al Magrib central expulsant els abdalwadites el 1550 i posant al tron al-Hàssan ibn Abi-Muhàmmad (1550-1555), amb el qual va acabar la dinastia. El governador espanyol comte d'Alcaudete va pactar amb els marroquins el 1554, i van poder conservar Orà, que van dominar durant dos segles excepte una curta dominació otomana, i esdevingué un presidi amb el fort de la Santa Creu dominant el port i la ciutat; aquest fort, el de Sant Andreu i el Burdj al-Hawdi i les portes de Canastel i d'Espanya són records encara visibles d'aquest temps. L'horta de l'entorn va quedar considerablement reduïda durant el domini espanyol i fou confiada a la tribu aliada dels Banu Amir ("Los moros de paz").
El 1707, fou atacada pels marroquins de Mulay Ismail i el 1708 pel bei turc Mustafà ben Yusef (Bey Bu Shalagham), que la va ocupar (2 de gener del 1708); llavors, l'activitat portuària es va reprendre, però en tornar els espanyols l'1 de juliol del 1732 en una expedició espanyola capitanejada per José Carrillo de Albornoz, comte de Montemar, es va tornar a reduir, limitant-se a l'aprovisionament de queviures per al presidi, ara més aïllat que mai. El 1770, la ciutat tenia 532 cases particulars i 42 edificis, amb una població de 2.317 habitants i 2.821 deportats lliures. Entre 1780 i 1783, Carles III d'Espanya va proposar bescanviar la ciutat al Regne d'Anglaterra per Gibraltar. El 1790, va patir un terratrèmol que la va danyar seriosament causant tres mil morts; la vila era massa perillosa de mantenir i massa onerosa de reconstruir per al rei Carles IV; durant un any, va negociar amb el bei d'Alger per la seva cessió; després d'un nou setge i un segon terratrèmol que va desorganitzar les defenses, el 12 de setembre del 1791, es va signar un tractat pel qual els espanyols van evacuar la ciutat el 1792, i prengué possessió el bei de Mascara Kul-Oghlu Muhammad ibn Othman, dit Muhammad al-Kabir (Muhammad el Gran); llavors, no passava dels dotze mil habitants. Muhammad hi va traslladar la capital del beylik de l'oest i en va iniciar la reconstrucció i repoblació, atraient rurals de la zona, jueus i musulmans d'altres viles. El 8 d'octubre del 1792, va concedir diversos favors al jueus per atreure'ls. La vila va recuperar certa activitat incloent-hi una limitada activitat corsària. El 1794, va patir una epidèmia de pesta i la vila es va tornar a despoblar.
El 4 de gener del 1831, el general comte Charles-Marie Denys de Damrémont, cap de l'expedició francesa, va entrar a Orà. El 1832, hi va haver alguns combats amb les tropes d'Abd al-Kader a la rodalia. L'exèrcit francès va fer greus danys a la ciutat, especialment a les cases de fusta destruïdes per obtenir llenya, però també al patrimoni de tota l'època musulmana, que va quedar assolat en pocs anys. El 6 de gener 1834, el tractat amb Abd al-Kader va establir un cònsol d'aquest a la ciutat. El 31 de gener del 1838 fou erigida en comuna. Després de la rendició d'Abd al-Kader, la ciutat va continuar deprimida, i no va arribar al seu nivell de població anterior fins al 1872. La població europea i jueva hi fou majoritària (i ho va restar fins a la independència).

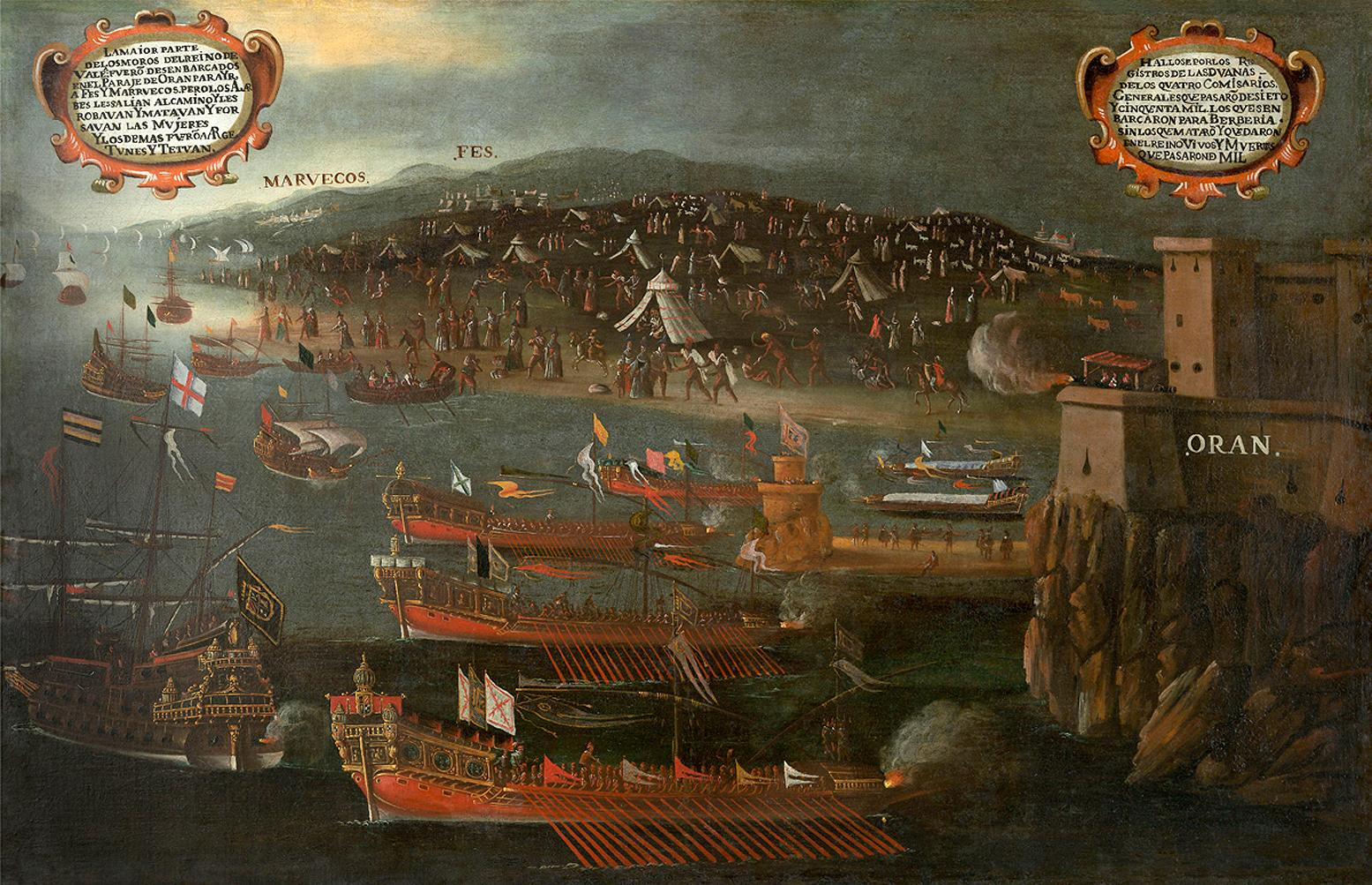
Desembarcament de moriscos a Orà després del decret d'expulsió de la península Ibèrica al 1609

A partir del 1890, la vila va començar a créixer continuadament i superà els cent mil habitants amb el canvi de segle. Durant l'administració francesa, hi havia en el seu departament una forta proporció de catalanoparlants (sobretot rossellonesos, valencians i menorquins) que practicaren la seva llengua, anomenada patuet, a més del francès i del castellà, fins a la independència, el 1962. Fins al 1939, estigué agermanada amb Elx (País Valencià). Successives onades d'emigrants musulmans van fer pujar la població àrab: 25.000 al 1926, 45.000 al 1936 i 85.000 al 1948. Les poblacions musulmana i europea, però, vivien segregades; els barris musulmans eren la Medina Jdida (Madina Djadida o Vila Nova) i les barris del sud i sud-oest, com al-Hamri, Medioni, Petit Lac, Planteurs, Victor Hugo, Cite Petit i Eckmuhi.
El 8 de novembre 1942, es va desenvolupar a Alger, Casablanca i Orà, l'operació Torxa. Als dos dies de combats entre les forces de Vichy i els aliats, molt superiors, Orà va capitular (10 de novembre); el mateix mes, els americans van desembarcar a la badia que fou punt de sortida per la campanya d'Itàlia.
L'1 de maig del 1952 hi va haver alguns disturbis; el novembre del 1954 va esclatar la guerra; Larbi Ben M'Hidi va dirigir la wilaya que englobava tota l'Orània (el 1957 el va succeir Boussouf); Ahmed Zabana va agafar el comandament a Zahana (Saint Lucien) a 32 km d'Orà. El 8 de novembre del 1954, es va lliurar a la rodalia la Batalla de Ghar Boudjelida douar Chorfa a El Gaada, a 40 km, i Zabana fou fet presoner, condemnat a mort i executat (el primer condemnat a mort de la guerra executat el 19 de juny del 1956; el darrer guillotinat fou Cheriet Ali Chérif el 1958). Del 9 al 13, la visita de De Gaulle a la ciutat va provocar manifestacions i aldarulls amb diversos morts. El «no» al referèndum del 1961 va provocar un estat de setge i van esclatar incidents a Orà fomentats per l'FLN, amb 25 morts. L'OAS era forta a la ciutat i atacava musulmans i francesos en desacord amb ells. Fou el darrer reducte de l'organització; el desembre del 1961, l'OAS va matar el coronel Rançon, cap del 2n Bureau d'Orà. El 1962, quan els francesos van acceptar per referèndum el principi d'autodeterminació, els enfrontaments entre europeus i musulmans van esclatar a Orà; el 13 de gener del 1962, un escamot de l'OAS va executar tres membres de l'FLN a la presó d'Orà, i l'endemà 4 fugitius foren assassinats. A la primavera i l'estiu, els europeus i musulmans es van lliurar als pitjors horrors de la guerra; sagnants combats van oposar les forces de l'ordre i els membres de l'OAS. El 26 de juny, l'OAS va cremar el port d'Orà i va fer esclatar dos cotxes als barris musulmans amb 32 morts i 32 ferits; després, hi va haver nous enfrontaments i el cap de l'OAS a Orània, el general colpista Edmond Jouhaud fou arrestat. Quatre dies després, l'OAS va intentar revoltar els europeus. El 14 de juny, el general Ginestet i el coronel metge Mabille foren assassinats. Tres dies més tard, l'OAS d'Orà va capitular.
Al cens del 1954, la població era de 104.000 persones i la jueva i europea de 171.000. Fins al 1962, va restar com la vila més europea d'Algèria.
El 5 de juliol del 1962, mentre el país celebrava la independència, es va produir la massacre d'Orà; els musulmans es van llençar contra els occidentals i el general Katz va refusar intervenir. El tinent Rabah Kheliff, musulmà de 29 anys, amb 300 soldats, va refusar un destacament de l'Exèrcit d'Alliberament Nacional i va poder alliberar 400 europeus retinguts com a ostatges; condemnat a mort per l'FLN, va haver de fugir a França. Els acords d'Evian preveien el manteniment d'una base naval a Mers El-Kébir durant 15 anys (fou retornada el 1967).
Actualment, és un port comercial situat al centre d'una important zona industrial. És seu universitària. Orà és una de les portes d'Algèria. Està especialment ben comunicada amb la ciutat d'Alacant, per via marítima (transbordadors diaris a l'estiu) i per via aèria.
La ciutat s'ha degradat molt des de la independència. Actualment, és una ciutat força deprimida, plena de contaminació, marginalitat, brutícia i amb edificis centenaris precolonials descuidats que amenacen ruïna.

## Curiositats
- A Orà hi ha una plaça de toros. Actualment està en desús.[2]
- Els oranesos mengen coques, uns embotits similars a la sobrassada i reivindiquen la invenció de la paella, al·legant que deriva de la baiya àrab, un plat que elaboren amb arròs i fruits del mar.[3]

## Persones il·lustres
- Alí Benhalima, futbolista.
- Djamel Haimoudi, àrbitre de futbol.
- Emmanuel Roblès, escriptor.
- Michel Parès, rossellonès establert a Orà al primer quart del segle xx, que fou conseller municipal i diputat al Parlament de París en representació del departament d'Orà.

## Llista de governadors espanyols i otomans
| Període                                                                           | Governador                                                                 | Notes                                  |
| --------------------------------------------------------------------------------- | -------------------------------------------------------------------------- | -------------------------------------- |
| Sobirania espanyola                                                               |                                                                            |                                        |
| 1509 - 1509                                                                       | Pere Navarro, comte d'Oliveto                                              |                                        |
| 1509 - 1510                                                                       | Rui Días Álvares de Rojas                                                  |                                        |
| 1510 - 1512                                                                       | Diego Fernández de Córdoba, primer marquès de Comares                      | Després virrei de Navarra.             |
| 1512 - 1516                                                                       | Martín de Argote                                                           | En substitució de l'anterior.          |
| 1516 - 1518                                                                       | Diego Fernández de Córdoba, primer marquès de Comares                      | 2a vegada, va morir al càrrec.         |
| 1518 - 1520                                                                       | Luis Fernández de Córdoba y Pacheco, segon marquès de Comares              | 1a vegada. Fill de l'anterior.         |
| 1520 - 1523                                                                       | Luis de Cárdenas                                                           | En substitució de l'anterior.          |
| 1523 - 1531                                                                       | Luis Fernández de Córdoba y Pacheco, segon marquès de Comares              | 2a vegada                              |
| 1531 - 1534                                                                       | Pedro de Godoy                                                             | En substitució de l'anterior.          |
| 1534 - 1558                                                                       | Martín Alonso Fernández de Córdoba Montemayor y Velasco, comte d'Alcaudete |                                        |
| 1558 - 1564                                                                       | Alonso de Córdoba y Fernández de Velasco, comte d'Alcaudete                | Fill de l'anterior.                    |
| 1564 - 1565                                                                       | Andrés Ponce de León                                                       |                                        |
| 1565 - 1567                                                                       | Hernán Tello de Guzmán                                                     |                                        |
| 1567 - 1571                                                                       | Pedro Luis Galcerán de Borja y Castropinos, marquès de Navarrés            |                                        |
| 1571 - 1573                                                                       | Felipe Galcerán de Borja                                                   |                                        |
| 1573 - 1574                                                                       | Diego Fernández de Córdoba, tercer marqués de Comares                      | 1a vegada                              |
| 1574 - 1575                                                                       | Luis de Bocanegra                                                          |                                        |
| 1575 - 1585                                                                       | Martín de Córdoba y Velasco, marqués de Cortes                             |                                        |
| 1585 - 1589                                                                       | Pedro de Padilla                                                           |                                        |
| 1589 - 1594                                                                       | Diego Fernández de Córdoba, tercer marquès de Comares                      | 2a vegada                              |
| 1594 - 1596                                                                       | Gabriel Niño de Zúñiga                                                     |                                        |
| 1596 - 1604                                                                       | Francisco de Córdoba y Velasco, comte d'Alcaudete                          |                                        |
| 1604 - 1607                                                                       | Juan Ramírez de Guzmán, comte de Teba                                      |                                        |
| 1607 - 1608                                                                       | Diego de Toledo y Guzmán                                                   |                                        |
| 1608 - 1616                                                                       | Felipe Ramírez de Arellano, comte d'Aguilar d'Inestrillas                  |                                        |
| 1616 - 1625                                                                       | Jorge de Cárdenas y Manrique de Lara, duc de Maqueda                       |                                        |
| 1625 - 1628                                                                       | Antonio Sancho Dávila y Toledo, marquès de Velada                          |                                        |
| 1628 - 1632                                                                       | Francisco González de Andía, vescomte de Santa Clara de Avedillo           |                                        |
| 1632 - 1639                                                                       | Antonio de Zúñiga y de la Cueva, marquès de Flores Dávila                  | 1a vegada                              |
| 1639 - 1643                                                                       | Álvaro de Bazán Manrique de Lara y Benavides, marquès del Viso             |                                        |
| 1643 - 1647                                                                       | Rodrigo Pimentel Ponce de León, marquès de Viana                           |                                        |
| 1647 - 1652                                                                       | Antonio de Zúñiga y de la Cueva, marquès de Flores Dávila                  | 2a vegada                              |
| 1652 - 1660                                                                       | Antonio Pedro Sancho Dávila y Osorio, marquès de San Román                 |                                        |
| 1660 - 1666                                                                       | Gaspar Felipe de Guzmán, duc de Sanlúcar                                   |                                        |
| 1666 - 1672                                                                       | Fernando Joaquín Fajardo de Requeséns y Zúñiga, marquès de los Vélez       |                                        |
| 1672 - 1675                                                                       | Diego de Portugal                                                          |                                        |
| 1675 - 1678                                                                       | Iñigo de Toledo y Osorio                                                   |                                        |
| 1678 - 1681                                                                       | Pedro Andrés Ramírez de Guzmán y Acuña, marquès d'Algava                   |                                        |
| 1681 - 1682                                                                       | Gaspar Portocarrero, comte de la Monclova                                  |                                        |
| 1682 - 1683                                                                       | Pedro Félix José de Silva y Meneses, comte de Cifuentes                    |                                        |
| 1683 - 1685                                                                       | Juan de Villalpando, marquès d'Osera                                       |                                        |
| 1685 - 1687                                                                       | Antonio Paniagua de Loaysa y Zúñiga, marquès de Santa Cruz de Paniagua     |                                        |
| 1687 - 1687                                                                       | Diego de Bracamonte, comte de Bracamonte                                   | Mort en batalla durant el seu govern.  |
| 1687 - 1691                                                                       | Félix Nieto de Silva, comte de Guaro                                       | Va morir al càrrec.                    |
| 1691 - 1692                                                                       | Jean-Louis d'Orléans, comte de Charny                                      |                                        |
| 1692 - 1697                                                                       | Andrés Copola, duc de Cansano                                              |                                        |
| 1697 - 1701                                                                       | Gonzalo Arias Dávila Pacheco Coloma y Borja, marquès de Casasola           |                                        |
| 1701 - 1704                                                                       | Juan Francisco Manrique de Araña                                           |                                        |
| 1704 - 1707                                                                       | Carlo Carafa                                                               |                                        |
| 1707 - 1708                                                                       | Melchor Avellaneda y Sandoval Rojas y Ramiro, marquès de Valdecañas        |                                        |
| Sobirania otomana (Orà annexionada a la regència d'Alger, part de l'Imperi otomà) |                                                                            |                                        |
| 1708 - 1732                                                                       | Shabah Bey                                                                 |                                        |
| Sobirania espanyola                                                               |                                                                            |                                        |
| 1732 - 1732                                                                       | Álvaro de Navia Osorio y Vigil, marquès de Santa Cruz de Marcenado         |                                        |
| 1733 - 1733                                                                       | Antonio del Castillo y Veintimiglia, marquès de Villadarias                |                                        |
| 1733 - 1738                                                                       | José Vallejo                                                               |                                        |
| 1738 - 1742                                                                       | José Basilio de Aramburu                                                   |                                        |
| 1742 - 1748                                                                       | Alexandre de la Mothe                                                      |                                        |
| 1748 - 1752                                                                       | Pedro de Algaín, marquès de la Real Corona                                 |                                        |
| 1752 - 1758                                                                       | Juan Antonio de Escóiquiz                                                  |                                        |
| 1758 - 1765                                                                       | Juan Martín Zermeño                                                        | 1a vegada                              |
| 1765 - 1768                                                                       | Cristóbal de Córdoba                                                       |                                        |
| 1767 - 1770                                                                       | Victorio Atendolo Bolognino Visconti, comte de Bolognino                   |                                        |
| 1770 - 1774                                                                       | Eugenio Fernández de Alvarado                                              |                                        |
| 1774 - 1778                                                                       | Pedro Martín Zermeño                                                       | 2a vegada                              |
| 1778 - 1779                                                                       | Luis de Carajal                                                            |                                        |
| 1779 - 1785                                                                       | Pedro Guelif                                                               |                                        |
| 1785 - 1789                                                                       | Luis de la Casas y Aragón                                                  |                                        |
| 1789 - 1790                                                                       | Manuel Pineda de la Torre y Solís, marquès de Campo Santo                  |                                        |
| 1790 - 1791                                                                       | Joaquín Mayone y Ferrari, comte de Cumbre Hermosa                          |                                        |
| 1791 - 1792                                                                       | Juan de Courten                                                            |                                        |
| Sobirania otomana (Orà reincorporada a l'Imperi otomà)                            |                                                                            |                                        |
| 1792 - 1798/99                                                                    | Muhammad Bey al-Kabir                                                      |                                        |
| 1798/99 - 1802                                                                    | Othman Bey                                                                 |                                        |
| 1802 - 1805                                                                       | Mustafà Bey al-Manzalah                                                    | 1r cop                                 |
| 1805 ? - 1807                                                                     | Muhammad Bey Makkalas                                                      |                                        |
| 1807 - 1807                                                                       | Mustafà Bey al-Manzalah                                                    | 2n cop                                 |
| 1807 - 1812                                                                       | Muhammad al-Reqid                                                          |                                        |
| 1812 - 1817                                                                       | Ali Kora Bargli                                                            |                                        |
| 1827 - 1831                                                                       | Hassan Bey                                                                 |                                        |
| 1831 -                                                                            | Conquerida per França i part d'Algèria                                     | Conquerida per França i part d'Algèria |